# Diachrysia juncta
Diachrysia juncta är en fjärilsart som beskrevs av Tutt 1892. Diachrysia juncta ingår i släktet Diachrysia och familjen nattflyn. Inga underarter finns listade i Catalogue of Life.